# گونتر فون کلوگه
گونتر فون کلوگه (به آلمانی: Günther von Kluge) (۳۰ اکتبر ۱۸۸۲ – ۱۹ اوت ۱۹۴۴) یک نظامی و فیلدمارشال آلمانی در دوره رایش سوم بود که در طول جنگ جهانی دوم فرماندهی یگان‌های بزرگی را در نیروی زمینی بر عهده داشت.

## سال‌های اولیه
کلوگه روز ۳۰ اکتبر سال ۱۸۸۲ در خاندانی نظامی در پوزن در پروس زاده شد. خاندان او سال ۱۹۱۳ به دست قیصر ویلهلم دوم به جایگاه نجیب‌زادگی رسید. گونتر به همراه برادر خود وارد دانشسرای نظامی پروس شد. سال ۱۹۰۱ فارغ‌التحصیل گشت و در رسته توپخانه خدمت در نیروی زمینی امپراتوری آلمان را آغاز کرد. در این زمان او و ویلهلم کایتل در یک هنگ قرار داشتند. کلوگه بین سال‌های ۱۹۰۹ تا ۱۹۱۲ دوره دانشکده جنگ را گذراند و به ستاد کل پیوست. با آغاز جنگ جهانی اول به درجه سروان ترفیع گرفت. در طول جنگ نبرد را در جبهه‌های روسیه، ایتالیا، رومانی و فرانسه تجربه و نشان صلیب آهنین را دریافت کرد. کلوگه ماه اکتبر سال ۱۹۱۸ در نزدیکی وردون به شدت مجروح شد.

## رایشسور
پس از جنگ، کلوگه در سال ۱۹۱۹ به رایشسور پیوست. تا سال ۱۹۲۳ با درجه سرگرد در بخش آموزش وزارت دفاع خدمت کرد. سال ۱۹۲۷ به درجه سرهنگ دوم ترفیع گرفت. با درجه سرهنگ به فرماندهی یک هنگ توپخانه رسید.

## ورماخت
با به قدرت رسیدن حزب ناسیونال سوسیالیست به رهبری آدولف هیتلر، پیشرفت کلوگه سرعت گرفت. سال ۱۹۳۳ با ترفیع به درجه سرتیپ بازرس یگان‌های مخابرات شد. روز ۱ آوریل سال ۱۹۳۴ به فرماندهی لشکر ششم در مونستر منصوب شد و به درجه سرلشکر ترفیع گرفت. یگان کلوگه به زودی به سپاه ۶ تغییر عنوان داد و او به عنوان فرمانده آن ماه اوت سال ۱۹۳۶ به درجه سپهبد (ژنرال توپخانه) ترفبع گرفت. در جریان بهران سودتنلند در تابستان سال ۱۹۳۸، عده‌ای از افسران ارشد قصد اجرای کودتا برای ساقط کردن هیتلر و جلوگیری از وقوع جنگ را داشتند. کلوگه با این گروه هم‌دستی داشت. به هر صورت حصول توافق مونشن سبب فیصله بدون درگیری مسئله و در نتیجه صرف نظر توطئه‌گران از کودتا شد. کلوگه برای مدتی بین سال‌های ۳۹–۱۹۳۸ بازنشسته اما مجدداً به خدمت فراخوانده شد.

### جنگ جهانی دوم
ترفیع درجات:
- ۲۲ مارس ۱۹۰۱: ستوان دوم
- ۱۶ ژوئن ۱۹۱۰: ستوان یکم
- ۱۹۱۴: سروان
- ۱ آوریل ۱۹۲۳: سرگرد
- ۱ ژوئیه ۱۹۲۷: سرهنگ دوم
- ۱ فوریه ۱۹۳۰: سرهنگ
- ۱ فوریه ۱۹۳۳: سرتیپ
- ۱ آوریل ۱۹۳۴: سرلشکر
- ۱ اوت ۱۹۳۶: سپهبد (ژنرال توپخانه)
- ۱ اکتبر ۱۹۳۹: ارتشبد
- ۱۹ ژوئیه ۱۹۴۰: فیلدمارشال

#### لهستان
در پی آغاز جنگ جهانی دوم در روز ۱ سپتامبر سال ۱۹۳۹، کلوگه ارتش چهارم را به عنوان بخشی از گروه ارتش شمال در تهاجم به لهستان فرماندهی می‌کرد. او معتقد بود حاکمیت لهستان در حق جمعیت آلمانی اراضی خود «جنایت» روا می‌دارد و بخش‌هایی از خاک آن می‌بایست به آلمان بازگردانده شود؛ از این رو چنین تهاجمی را مشروع می‌دانست. به هر حال با اقدامات ضدیهودی در این کشور مخالف بود. نیروهای او عملکرد خوبی در این کارزار به نمایش گذاشتند و تا روز ۳ سپتامبر به ناحیه سفلی رود ویستولا رسیدند و در نهایت نیروهای لهستانی را به محاصره انداختند. کلوگه خود در یک سانحه هوایی جراحت جزئی برداشت. با حصول سریع پیروزی کلوگه به درجه ارتشبد ترفیع گرفت و نشان عالی صلیب شوالیه صلیب آهنین را دریافت کرد.

#### فرانسه
کلوگه اواخر سال ۱۹۳۹ از قصد هیتلر برای تهاجم به فرانسه و کشورهای سفلی مطلع و متعجب شد. او و چندین تن دیگر از فرماندهان ارشد دیگر نسبت به این تصمیم معترض بودند و آن را نهایتاً مایه شکست آلمان می‌دیدند؛ به وجهی که مجدداً طرح یک کودتا و تسخیر برلین را ریختند. به هر صورت نگرانی از ناکامی در اثر عدم همکاری نیروهای مسلح به جهت محبوبیت بالایی که هیتلر با پیروزی‌های اخیر کسب کرده بود، آن‌ها این بار هم وادار دست کشیدن از طرح خود نمود. به هر صورت با پیشرفت جزئیات طرح تهاجم، کلوگه به امکان پیروزی باور یافت و از هواداران آن شد.
ارتش چهارم کلوگه برای مشارکت در کارزار به جبهه غربی منتقل شد. این ارتش در تهاجم برق‌آسا به فرانسه (مورد زرد) از روز ۱۰ مه سال ۱۹۴۰ بخشی از گروه ارتش آ بود. نیروهای کلوگه با جلوداری لشکر هفتم زرهی اروین رومل، رود ۱۲ مه به رود میوس رسیدند. کلوگه قصد داشت حرکت تانک‌ها را متوقف کند تا گذر از رود با پشتیبانی پیاده‌نظام و توپخانه صورت بگیرد. با این حال رومل به او اطمینان داد قادر است بلافاصله از رود بگذرد و با زره‌پوش‌های خود با سرعت زیادی آن سوی آن از شرایط بهره ببرد. این وعده کلوگه را راضی کرد. رومل پیشروی پر سرعتی داشت و زیر آتش شدید دشمن، از تا شب‌هنگام از رود موز گذشت. کلوگه روز ۱۵ مه از لوفت‌وافه خواست بیشتر توان بمب‌های شیرجه‌ای خود را بر پشتیبانی از رومل متمرکز کند. او صبح روز بعد در دیدار از قرارگاه رومل، دستور داد با شکافتن مواضع دشمن با سرعت تمام پیش برود. حرکت رومل به اندازه‌ای سریع صورت گرفت فاصله نسبتاً زیادی بین سرنیزه زرهی و پیاده‌نظام پشت سر افتاد. تنها ضدحمله قابل توجه متفقین علیه نیروهای جلودار کلوگه روز ۲۴ آوریل در آراس به وقوع پیوست که با خسارت زیادی به آن‌ها دفع شد. به هر حال این ضدحمله این نگرانی در کلوگه به وجود آورد که در صورت ادامه پیشروی ممکن است نیروهای زرهی بدون پشتیبانی پیاده‌نظام، با ضدحملات دیگر به محاصره بیفتند. بدین ترتیب پس از جلسه با هیتلر، همان روز ۲۴ مه دستور به توقف رومل در فاصله ۱۵ کیلومتری از دانکرک داده شد. حمله دو روز بعد از سر گرفته شد. متفقین با استفاده از این فرصت حول دانکرک خط دفاعی دیگری ایجاد و متعاقباً بریتانیایی‌ها از طریق دریا آن را تخلیه کردند. به هر حال عملکرد نیروهای کلوگه کاملاً مورد رضایت فرماندهی عالی بود.
پس از پیروزی در این عملیات، کلوگه به همراه چند فرمانده ارشد دیگر، ماه ژوئیه سال ۱۹۴۰ به درجه فیلدمارشالی نائل آمد.

#### شوروی
فیلدمارشال فون کلوگه در جریان عملیات بارباروسا، تهاجم آلمان به شوروی که از ۲۲ ژوئن سال ۱۹۴۱ آغاز شد، همچان فرماندهی ارتش چهارم را بر عهده داشت. او یکی از دو فیلدمارشالی بود که در این عملیات یک ارتش میدانی را فرماندهی می‌کردند. نیروهای با گذر از بیاویستوک و اسمولنسک به نزدیکی مسکو، پایتخت شوروی، رسیدند. کلوگه تنها فرمانده ارشد در گروه ارتش مرکز بود که پس از نبرد اسمولنسک، صراحتاً از طرح چرخش نیروهای زرهی هاینتس گودریان به سمت جنوب به جای حرکت مستقیم به سمت مسکو، پشتیبانی می‌کرد. پس از صورت گرفتن نبرد مسکو و اجرای ضد حمله ارتش سرخ در ماه دسامبر سال ۱۹۴۱، تهاجم آلمانی‌ها متوقف شد. پس از کناره‌گیری فیلدمارشال فدر فون بک، کلوگه به فرماندهی گروه ارتش مرکز منصوب گشت.
کلوگه در این موقعیت از طریق هنینگ فون ترسکو، برای نخستین بار با جنبش مخالفان هیتلر در تماس قرار گرفت. او با آرای کلی این افراد موافق بود اما از دست زدن به اقدامی علیه رئیس حکومت که نسبت به او سوگند وفاداری خورده بود، اجتناب می‌کرد. به هر صورت در اثر القائات توطئه‌گران، در نهایت پذیرفت عملی در این جهت صورت دهد اما اواخر ماه نوامبر سال ۱۹۴۳ در اثر یک تصادف رانندگی مجروح شد. کلوگه برای شش ماه از میدان‌های نبرد دور بود.

#### فرماندهی عالی جبهه غربی
کلوگه پس از مرخصی از بیمارستان به فرماندهی کل جبهه غربی رسید. مأموریت او متوقف کردن متفقین در فرانسه بود. پس از رسیدن به موقعیت و مشورت با فیلدمارشال اروین رومل، شرایط را ناامید کننده ارزیابی نمود. کلوگه هنگام کودتای ۲۰ ژوئیه هیچ اقدامی صورت نداد. به هر صورت کلوگه که نتوانسته بود شرایط میدانی را تغییر دهد، دیگر مورد توجه هیتلر نبود و نگرانی از پیوستن او به متفقین وجود داشت. میانه ماه اوت ارتباط جبهه غربی با برلین برای یک روز کاملاً قطع شد. هیتلر به ظن این که کلوگه به‌طور مخفیانه در حال مذاکره تسلیم با متفقین است، روز ۱۷ اوت او را از مقام خود عزل و با فیلدمارشال والتر مدل جایگزین نمود. به کلوگه دستور داده شد در برلین حاضر شود. فیلدمارشال فون کلوگه که شانسی برای خود قائل نبود، در راه برلین با خوردن سم روز ۱۹ اوت سال ۱۹۴۴ به زندگی خود پایان داد. پیش از مرگ نامه‌ای به هیتلر نوشت و در این نامه از او خواست برای پایان دادن به رنج مردم آلمان، صلح را بپذیرد.